# Leichtathletik-Südamerikameisterschaften 2015
Die 49. Leichtathletik-Südamerikameisterschaften wurden vom 12. bis 14. Juni 2017 in Lima, Peru ausgetragen. Damit fanden die Meisterschaften zum achten Mal nach 2009 in der peruanischen Hauptstadt statt.

## Teilnehmende Nationen
12 Mitglieder der CONSUDATLE nahmen an den Meisterschaften teil, sowie ein Athlet aus Aruba als Mitglied der ODESUR. Guyana verzichtete auf die Teilnahme.
| - Argentinien (25) - Aruba (1) - Bolivien (8) - Brasilien (44) - Chile (48) - Ecuador (31) - Guyana (3) - Kolumbien (44) - Panama (18) - Paraguay (11) - Peru (52) - Suriname (5) - Uruguay (12) - Venezuela (38) |

## Männer

### 100 m
| Platz | Athlet                     | Land | Zeit (s) |
| ----- | -------------------------- | ---- | -------- |
| 1     | Diego Palomeque            | COL  | 10,40    |
| 2     | Álex Quiñónez              | ECU  | 10,43    |
| 3     | Ifrish Alberg              | SUR  | 10,57    |
| 4     | Danny Vanan                | SUR  | 10,60    |
| 5     | Mateo Edward               | PAN  | 10,62    |
| 6     | Gustavo Machado dos Santos | BRA  | 10,68    |
| 7     | Dubeiker Cedeño            | VEN  | 10,73    |
| 8     | Isidro Montoya             | COL  | 10,86    |

Finale: 12. Juni
Wind: -1,1 m/s

### 200 m
| Platz | Athlet            | Land | Zeit (s) |
| ----- | ----------------- | ---- | -------- |
| 1     | Álex Quiñónez     | ECU  | 20,76    |
| 2     | Diego Palomeque   | COL  | 21,15    |
| 3     | Arturo Deliser    | PAN  | 21,25    |
| 4     | José Meléndez     | VEN  | 21,29    |
| 5     | Álvaro Cassiani   | VEN  | 21,42    |
| 6     | Virjilio Griggs   | PAN  | 21,65    |
| 7     | Bruno Rojas       | BOL  | 21,87    |
|       | Anderson Quintero | ECU  | DNS      |

Finale: 14. Juni
Wind: 0,0 m/s

### 400 m
| Platz | Athlet            | Land | Zeit (s) |
| ----- | ----------------- | ---- | -------- |
| 1     | Alberth Bravo     | VEN  | 45,26    |
| 2     | Hederson Estefani | BRA  | 45,57    |
| 3     | Freddy Mezones    | VEN  | 45,67    |
| 4     | Carlos Lemos      | COL  | 46,29    |
| 5     | Joel Lynch        | PAN  | 46,64    |
| 6     | Sergio Germaín    | CHI  | 46,87    |
| 7     | Martín Tagle      | CHI  | 47,70    |
| 8     | Jonathan da Silva | BRA  | 48,12    |

Finale: 12. Juni

### 800 m
| Platz | Athlet                  | Land | Zeit (min) |
| ----- | ----------------------- | ---- | ---------- |
| 1     | Rafith Rodríguez        | COL  | 1:46,48    |
| 2     | Lucirio Antonio Garrido | VEN  | 1:47,83    |
| 3     | Jhon Sinisterra         | COL  | 1:48,50    |
| 4     | Javier Marmo            | URU  | 1:49,16    |
| 5     | Alejandro Peirano       | CHI  | 1:49,27    |
| 6     | Williams García         | PER  | 1:49,35    |
| 7     | Aquiles Zúñiga          | CHI  | 1:51,31    |
| 8     | Kevin Angulo            | ECU  | 1:52,95    |

14. Juni

### 1500 m
| Platz | Athlet              | Land | Zeit (min) |
| ----- | ------------------- | ---- | ---------- |
| 1     | Carlos Díaz         | CHI  | 3:40,79    |
| 2     | Federico Bruno      | ARG  | 3:42,21    |
| 3     | Gerald Giraldo      | COL  | 3:42,38 NR |
| 4     | Freddy Espinosa     | COL  | 3:43,19    |
| 5     | Javier Carriqueo    | ARG  | 3:46,31    |
| 6     | Kevin Angulo        | ECU  | 3:46,72    |
| 7     | Javier Marmo        | URU  | 3:47,59    |
| 8     | Jean Carlos Machado | BRA  | 3:50,46    |

13. Juni

### 5000 m
| Platz | Athlet                   | Land | Zeit (min) |
| ----- | ------------------------ | ---- | ---------- |
| 1     | Víctor Aravena           | CHI  | 14:06,14   |
| 2     | Federico Bruno           | ARG  | 14:06,25   |
| 3     | Bayron Piedra            | ECU  | 14:08,84   |
| 4     | José Luis Rojas          | PER  | 14:11,27   |
| 5     | José Mauricio González   | COL  | 14:11,73   |
| 6     | David Benedito de Macedo | BRA  | 14:12,67   |
| 7     | Matías Silva             | CHI  | 14:12,85   |
| 8     | Daniel Toroya            | BOL  | 14:18,52   |

12. Juni

### 10.000 m
| Platz | Athlet                   | Land | Zeit (min) |
| ----- | ------------------------ | ---- | ---------- |
| 1     | Bayron Piedra            | ECU  | 28:30,80   |
| 2     | José Mauricio González   | COL  | 28:33,53   |
| 3     | Luis Ostos               | PER  | 28:43,10   |
| 4     | Javier Guarín            | COL  | 28:46,69   |
| 5     | David Benedito de Macedo | BRA  | 29:28,92   |
| 6     | Yerson Orellana          | PER  | 29:36,13   |
| 7     | Leslie Encina            | CHI  | 30:12,56   |
| 8     | Roberto Echeverría       | CHI  | 30:36,69   |

14. Juni

### 110 m Hürden
| Platz | Athlet                 | Land | Zeit (s) |
| ----- | ---------------------- | ---- | -------- |
| 1     | João Vítor de Oliveira | BRA  | 13,96    |
| 2     | Jorge McFarlane        | PER  | 13,99    |
| 3     | Javier McFarlane       | PER  | 14,00    |
| 4     | Éder Antônio Souza     | BRA  | 14,07    |
| 5     | Yeison Rivas           | COL  | 14,21    |
| 6     | Agustín Carrera        | ARG  | 14,54    |
| 7     | Diego Delmónaco        | CHI  | 14,63    |
| 8     | Víctor Arancibia       | CHI  | 15,07    |

Finale: 12. Juni
Wind: -1,2 m/s

### 400 m Hürden
| Platz | Athlet                    | Land | Zeit (s) |
| ----- | ------------------------- | ---- | -------- |
| 1     | Andrés Silva              | ARG  | 49,43    |
| 2     | Hederson Estefani         | BRA  | 49,54    |
| 3     | Víctor Solarte            | VEN  | 50,83    |
| 4     | Yeison Rivas              | COL  | 50,88    |
| 5     | Yeferson Valencia         | COL  | 51,45    |
| 6     | Lucirio Francisco Garrido | VEN  | 51,88    |
| 7     | Emerson Chalá             | ECU  | 52,51    |
| 8     | Nickols Yarmas            | PER  | 54,37    |

13. Juni

### 3000 m Hindernis
| Platz | Athlet              | Land | Zeit (min) |
| ----- | ------------------- | ---- | ---------- |
| 1     | Gerald Giraldo      | COL  | 8:29,53    |
| 2     | Mauricio Valdivia   | CHI  | 8:40,28    |
| 3     | Enzo Yáñez          | PER  | 8:43,28    |
| 4     | Camilo Camargo      | COL  | 8:47,20    |
| 5     | Jean Carlos Machado | BRA  | 8:53,37    |
| 6     | Mario Bazán         | PER  | 9:54,27    |
| 7     | Joaquín Arbe        | ARG  | 9:00,35    |
| 8     | Walter Nina         | PER  | 9:00,73    |

14. Juni

### 4 × 100 m Staffel
| Platz | Land      | Athleten                                                          | Zeit (s) |
| ----- | --------- | ----------------------------------------------------------------- | -------- |
| 1     | Ecuador   | Anderson Quintero Jhon Valencia Franklin Nazareno Álex Quiñónez   | 39,94    |
| 2     | Venezuela | Diego Rivas Arturo Ramírez Álvaro Cassiani Dubeiker Cedeño        | 40,19    |
| 3     | Kolumbien | Yeferson Valencia Diego Palomeque Yeison Rivas Carlos Lemos       | 40,80    |
| 4     | Paraguay  | John Zavala Fredy Maidana Cristián Leguizamón Ángel Ayala         | 41,26    |
| 5     | Peru      | Daniel Caballero Jhonatan Grandez Frank Sánchez José Luis Mandros | 41,88    |
|       | Chile     | Sebastián Valdivia Enzo Faulbaum Enrique Polanco Franco Boccardo  | DNF      |

13. Juni

### 4 × 400 m Staffel
| Platz | Land      | Athleten                                                   | Zeit (min) |
| ----- | --------- | ---------------------------------------------------------- | ---------- |
| 1     | Venezuela | Alberth Bravo José Meléndez Alberto Aguilar Freddy Mezones | 3:04,96    |
| 2     | Chile     | Martín Tagle Sergio Aldea Sergio Germaín Enzo Faulbaum     | 3:10,32    |
| 3     | Peru      | Bryan Erazo Williams García Luis Saavedra Paulo Herrera    | 3:14,64    |

14. Juni

### 20 km Gehen
| Platz | Athlet           | Land | Zeit (h)   |
| ----- | ---------------- | ---- | ---------- |
| 1     | Pavel Chihuán    | PER  | 1:23:34 NR |
| 2     | Juan Manuel Cano | ARG  | 1:23:56    |
| 3     | Mauricio Arteaga | ECU  | 1:24:18    |
| Gast  | Brian Pintado    | ECU  | 1:25:25    |
| 4     | Paolo Yurivilca  | PER  | 1:26:27    |

12. Juni

### Hochsprung
| Platz | Athlet            | Land | Höhe (m) |
| ----- | ----------------- | ---- | -------- |
| 1     | Fernando Ferreira | BRA  | 2,22     |
| 2     | Talles Silva      | BRA  | 2,22     |
| 3     | Alexander Bowen   | PAN  | 2,19     |
| 4     | Eure Yáñez        | VEN  | 2,13     |
| 5     | Arturo Chávez     | PER  | 2,10     |
| 6     | Carlos Layoy      | ARG  | 2,05     |
| 7     | Daniel Cortés     | COL  | 2,05     |
| 8     | Henry Edmond      | PAN  | 2,05     |

12. Juni

### Stabhochsprung
| Platz              | Athlet              | Land | Höche (m) |
| ------------------ | ------------------- | ---- | --------- |
| 1                  | Germán Chiaraviglio | ARG  | 5,70      |
| 2                  | Daniel Zupeuc       | CHI  | 5,00      |
| 3                  | José Gutiérrez      | PER  | 4,70      |
| 4                  | Javier León         | PER  | 4,60      |
|                    | Felipe Fuentes      | CHI  | NH        |
| José Rodolfo Pacho | ECU                 | NH   |           |
| Augusto Dutra      | BRA                 | NH   |           |

12. Juni

### Weitsprung
| Platz | Athlet                  | Land | Weite (m) |
| ----- | ----------------------- | ---- | --------- |
| 1     | Emiliano Lasa           | URU  | 8,09      |
| 2     | Diego Hernández         | VEN  | 7,91 w    |
| 3     | Mauro Vinícius da Silva | BRA  | 7,81      |
| 4     | Jorge McFarlane         | PER  | 7,60 w    |
| 5     | Daniel Pineda           | CHI  | 7,52 w    |
| 6     | Álvaro Cortez           | CHI  | 7,44 w    |
| 7     | Juan Mosquera           | PAN  | 7,42 w    |
| 8     | Quincy Breell           | ARU  | 7,30 w    |

13. Juni

### Dreisprung
| Platz | Athlet              | Land | Weite (m) |
| ----- | ------------------- | ---- | --------- |
| 1     | Jhon Murillo        | COL  | 16,55     |
| 2     | Jefferson Sabino    | BRA  | 16,34     |
| 3     | Divier Murillo      | COL  | 16,34     |
| 4     | Álvaro Cortez       | COL  | 16,00     |
| 5     | Jean Cassimiro Rosa | BRA  | 15,56     |
| 6     | Maximiliano Díaz    | ARG  | 15,36     |
| 7     | Roy Martínez        | VEN  | 15,24     |
| 8     | Hugo Chila          | ECU  | 15,02     |

14. Juni

### Kugelstoßen
| Platz | Athlet                    | Land | Weite (m) |
| ----- | ------------------------- | ---- | --------- |
| 1     | Germán Lauro              | ARG  | 20,77     |
| 2     | Darlan Romani             | BRA  | 20,32     |
| 3     | Nelson Henrique Fernandes | BRA  | 18,28     |
| 4     | Josnner Ortiz             | VEN  | 17,38     |
| 5     | Aldo González             | BOL  | 17,22     |
| 6     | Matias López              | CHI  | 16,79     |
| 7     | Maximiliano Alonso        | CHI  | 16,78     |
| 8     | Santiago Espín            | ECU  | 16,49     |

13. Juni

### Diskuswurf
| Platz | Athlet               | Land | Weite (m) |
| ----- | -------------------- | ---- | --------- |
| 1     | Mauricio Ortega      | COL  | 61,36     |
| 2     | Ronald Julião        | BRA  | 59,80     |
| 3     | Juan Caicedo         | ECU  | 54,88     |
| 4     | Jesús Enrique Parejo | VEN  | 54,26     |
| 5     | Maximiliano Alonso   | CHI  | 52,20     |
| 6     | Eduardo Quintero     | ECU  | 49,89     |
| 7     | Stefano Paz          | PER  | 41,36     |

12. Juni

### Hammerwurf
| Platz | Athlet             | Land | Weite (m) |
| ----- | ------------------ | ---- | --------- |
| 1     | Wagner Domingos    | BRA  | 71,47     |
| 2     | Allan Wolski       | BRA  | 69,82     |
| 3     | Juan Ignacio Cerra | ARG  | 67,70     |
| 4     | Humberto Mansilla  | CHI  | 66,83     |
| 5     | Elías Díaz         | COL  | 64,83     |
| 6     | Roberto Sáez       | CHI  | 64,06     |
| 7     | Alexander Quailey  | VEN  | 61,48     |
| 8     | Joseph Melgar      | PER  | 58,89     |

14. Juni

### Speerwurf
| Platz | Athlet                  | Land | Weite (m) |
| ----- | ----------------------- | ---- | --------- |
| 1     | Júlio César de Oliveira | BRA  | 81,22     |
| 2     | Braian Toledo           | ARG  | 79,34     |
| 3     | Arley Ibargüen          | COL  | 75,47     |
| 4     | Dayron Márquez          | COL  | 74,10     |
| 5     | Larson Díaz             | PAR  | 70,52     |
| 6     | Víctor Fatecha          | PAR  | 68,72     |
| 7     | José Escobar            | ECU  | 66,77     |

12. Juni

### Zehnkampf
| Platz | Athlet                 | Land | Punkte |
| ----- | ---------------------- | ---- | ------ |
| 1     | Luiz Alberto de Araújo | BRA  | 7799   |
| 2     | Georni Jaramillo       | VEN  | 7454   |
| 3     | Óscar Campos           | VEN  | 6857   |

## Frauen

### 100 m
| Platz | Athletin              | Land | Zeit (s) |
| ----- | --------------------- | ---- | -------- |
| 1     | Nediam Vargas         | VEN  | 11,45    |
| 2     | Isidora Jiménez       | CHI  | 11,51    |
| 3     | Vanusa dos Santos     | BRA  | 11,60    |
| 4     | Vitória Cristina Rosa | BRA  | 11,66    |
| 5     | Eliecith Palacios     | COL  | 11,71    |
| 6     | Sunayna Wahi          | SUR  | 11,78    |
| 7     | Marizol Landázuri     | ECU  | 11,96    |
|       | Yuliana Angulo        | ECU  | DSQ      |

Finale: 12. Juni
Wind: -1,0 m/s

### 200 m
| Platz | Athletin                 | Land | Zeit (s) |
| ----- | ------------------------ | ---- | -------- |
| 1     | Nercely Soto             | VEN  | 23,15    |
| 2     | Isidora Jiménez          | CHI  | 23,38    |
| 3     | Nediam Vargas            | VEN  | 23,60    |
| 4     | Vitória Cristina Rosa    | BRA  | 23,66    |
| 5     | Sunayna Wahi             | SUR  | 24,02    |
| 6     | Danielle Clark           | SUR  | 24,71    |
|       | Geisa Aparecida Coutinho | BRA  | DNS      |
|       | Yvette Lewis             | PAN  | DNS      |

Finale: 14. Juni
Wind: -0,9 m/s

### 400 m
| Platz | Athletin                 | Land | Zeit (s) |
| ----- | ------------------------ | ---- | -------- |
| 1     | Geisa Aparecida Coutinho | BRA  | 52,07    |
| 2     | Nercely Soto             | VEN  | 54,38    |
| 3     | Liliane Fernandes        | BRA  | 54,53    |
| 4     | María Fernanda Mackenna  | CHI  | 54,96    |
| 5     | Maitte Torres            | PER  | 55,22    |
| 6     | Paula Goñi               | CHI  | 55,36    |
| 7     | Jimena Copara            | PER  | 55,52    |
| 8     | Jennifer Padilla         | COL  | 55,56    |

Finale: 12. Juni

### 800 m
| Platz | Athletin                  | Land | Zeit (min) |
| ----- | ------------------------- | ---- | ---------- |
| 1     | Déborah Rodríguez         | URU  | 2:01,46 NR |
| 2     | Flávia de Lima            | BRA  | 2:02,05    |
| 3     | Ydanis Navas              | VEN  | 2:07,92    |
| 4     | Lorena Sosa               | URU  | 2:09,05    |
| 5     | Mariana Borelli           | ARG  | 2:09,72    |
| 6     | Andrea Ferris             | PAN  | 2:10,98    |
| 7     | María Hortensia Caballero | PAR  | 2:11,23    |
| 8     | Soledad Torre             | PER  | 2:12,50    |

14. Juni

### 1500 m
| Platz | Athletin                  | Land | Zeit (min) |
| ----- | ------------------------- | ---- | ---------- |
| 1     | Muriel Coneo              | COL  | 4:10,14    |
| 2     | Flávia de Lima            | BRA  | 4:13,58    |
| 3     | María Pía Fernández       | URU  | 4:19,37    |
| 4     | María Osorio              | VEN  | 4:27,42    |
| 5     | María Hortensia Caballero | PAR  | 4:29,74    |
| 6     | Eliona Delgado            | PER  | 4:32,60    |
| 7     | Soledad Torre             | PER  | 4:34,77    |

12. Juni

### 5000 m
| Platz | Athletin            | Land | Zeit (min) |
| ----- | ------------------- | ---- | ---------- |
| 1     | María Pastuña       | ECU  | 15:49,33   |
| 2     | Tatiele de Carvalho | BRA  | 16:50,62   |
| 3     | Carolina Tabares    | COL  | 15:59,28   |
| 4     | Nadia Rodríguez     | ARG  | 16:37,33   |
| 5     | Giselle Álvarez     | CHI  | 16:43,79   |
| Gast  | María Paredes       | ECU  | 16:45,39   |
| 6     | Jéssica Paguay      | ECU  | 16:54,16   |
| 7     | Karina Villazana    | PER  | 16:57,88   |

14. Juni

### 10.000 m
| Platz | Athletin                 | Land | Zeit (min) |
| ----- | ------------------------ | ---- | ---------- |
| 1     | Inés Melchor             | PER  | 32:28,87   |
| 2     | María Pastuña            | ECU  | 32:51,33   |
| 3     | Wilma Arizapana          | PER  | 33:01,15   |
| 4     | Carolina Tabares         | COL  | 33:12,73   |
| 5     | Rosa Godoy               | ARG  | 33:24,71   |
| 6     | Angie Orjuela            | COL  | 33:30,13   |
| 7     | Carmen Patrícia Martínez | PAR  | 34:37,75   |
| Gast  | María Paredes            | ECU  | 34:57,8    |

12. Juni

### 100 m Hürden
| Platz | Athletin                | Land | Zeit (s) |
| ----- | ----------------------- | ---- | -------- |
| 1     | Yvette Lewis            | PAN  | 13,31    |
| 2     | Brigitte Merlano        | COL  | 13,43    |
| 3     | Adelly Santos           | BRA  | 13,53    |
| 4     | Génesis Romero          | VEN  | 13,85    |
| 5     | Diana Bazalar           | PER  | 13,91    |
| 6     | María Ignacia Eguiguren | CHI  | 14,21    |
| 7     | Maribel Caicedo         | ECU  | 14,58    |
| 8     | Romina Montes           | PER  | 15,37    |

12. Juni
Wind: -2,2 m/s

### 400 m Hürden
| Platz | Athletin          | Land | Zeit (s) |
| ----- | ----------------- | ---- | -------- |
| 1     | Déborah Rodríguez | URU  | 56,33    |
| 2     | Magdalena Mendoza | VEN  | 56,65    |
| 3     | Liliane Fernandes | BRA  | 58,44    |
| 4     | Jaílma de Lima    | BRA  | 58,58    |
| 5     | Yadira Moreno     | COL  | 59,72    |
| 6     | Javiera Errázuriz | CHI  | 61,37    |
| 7     | Maitte Torres     | PER  | 61,47    |
| 7     | Claudia Meneses   | PER  | 62,75    |

13. Juni

### 3000 m Hindernis
| Platz | Athlet            | Land | Zeit (min) |
| ----- | ----------------- | ---- | ---------- |
| 1     | Muriel Coneo      | COL  | 09:53,1    |
| 2     | Tatiane da Silva  | BRA  | 09:56,8    |
| 3     | Belén Casetta     | ARG  | 09:57,1    |
| 4     | Ángela Figueroa   | COL  | 10:01,3    |
| 4     | Jovana de la Cruz | PER  | 10:14,9    |
| 4     | María Osorio      | VEN  | 10:56,3    |
|       | Cinthya Páucar    | PER  | DNF        |

14. Juni

### 4 × 100 m Staffel
| Platz | Land      | Athletinnen                                                           | Zeit (s) |
| ----- | --------- | --------------------------------------------------------------------- | -------- |
| 1     | Venezuela | Lexabeth Hidalgo Magdalena Mendoza Nediam Vargas Nercely Soto         | 44,28    |
| 2     | Brasilien | Vanusa dos Santos Bruna Farias Vitória Cristina Rosa Adelly Santos    | 44,43    |
| 3     | Chile     | Josefina Gutiérrez Isidora Jiménez María Fernanda Mackenna Paula Goñi | 44,83    |
| 4     | Ecuador   | Yuliana Angulo Marizol Landázuri Viviana de la Cruz Kenya Quiñónez    | 45,33    |
| 5     | Peru      | Diana Bazalar Maitte Torres Paola Mautino Gabriela Delgado            | 46,71    |

13. Juni

### 4 × 400 m Staffel
| Platz | Land        | Athletinnen                                                          | Zeit (min) |
| ----- | ----------- | -------------------------------------------------------------------- | ---------- |
| 1     | Brasilien   | Vanusa dos Santos Liliane Fernandes Joelma Sousa Jaílma de Lima      | 3:34,51    |
| 2     | Venezuela   | Nercely Soto Magdalena Mendoza Maryury Valdez Ydanis Navas           | 3:37,05    |
| 3     | Chile       | Paula Goñi Carmen Mansilla Javiera Errázuriz María Fernanda Mackenna | 3:40,56    |
| 4     | Argentinien | María Diogo Valeria Barón Juliana Menéndez Noelia Martínez           | 3:41,01    |
| 5     | Peru        | Deysi Parra Claudia Meneses Jimena Copara Maitte Torres              | 3:44,44    |

14. Juni

### 20.000 m Bahngehen
| Platz | Athlet             | Land | Zeit (h) |
| ----- | ------------------ | ---- | -------- |
| 1     | Sandra Arenas      | COL  | 1:32:02  |
| 2     | Ingrid Hernández   | COL  | 1:36:42  |
| 3     | Ángela Castro      | BOL  | 1:41:38  |
| 4     | Gisselle Rodríguez | PAN  | 1:54:07  |
|       | Érica de Sena      | BRA  | DSQ      |
|       | Kimberly García    | PER  | DSQ      |
|       | Jéssica Hancco     | PER  | DSQ      |

13. Juni

### Hochsprung
| Platz | Athletin              | Land | Höhe (m) |
| ----- | --------------------- | ---- | -------- |
| 1     | Ana Paula de Oliveira | BRA  | 1,82     |
| 2     | Candy Toche           | PER  | 1,76     |
| 3     | Betsabé Páez          | ARG  | 1,76     |
| 4     | Nulfa Palacios        | COL  | 1,73     |
| 5     | Lorena Aires          | URU  | 1,73     |

14. Juni

### Stabhochsprung
| Platz | Athletin             | Land | Höhe (m) |
| ----- | -------------------- | ---- | -------- |
| 1     | Robeilys Peinado     | VEN  | 4,35     |
| 2     | Valeria Chiaraviglio | ARG  | 4,10     |
| 3     | Karla Rosa da Silva  | BRA  | 4,10     |
| 4     | Victoria Fernández   | CHI  | 3,70     |
| 5     | Jéssica Fu           | PER  | 3,60     |

13. Juni

### Weitsprung
| Platz | Athletin            | Land | Weite (m) |
| ----- | ------------------- | ---- | --------- |
| 1     | Paola Mautino       | PER  | 6,52 w    |
| 2     | Tânia da Silva      | BRA  | 6,37 w    |
| 3     | Yuliana Angulo      | ECU  | 6,25      |
| 4     | Yulimar Rojas       | VEN  | 6,20      |
| 5     | Macarena Reyes      | CHI  | 6,15      |
| 6     | Génesis Romero      | VEN  | 5,93      |
| 7     | Adriana Chila       | ECU  | 5,70      |
| 8     | Nairobi de la Torre | PER  | 5,63      |

13. Juni

### Dreisprung
| Platz | Athletin          | Land | Weite (m) |
| ----- | ----------------- | ---- | --------- |
| 1     | Yulimar Rojas     | VEN  | 14,14 w   |
| 2     | Tânia da Silva    | BRA  | 13,60     |
| 3     | Giselly Landázury | COL  | 13,35     |
| 4     | Mirian Reyes      | PER  | 13,02     |
| 5     | Adriana Chila     | ECU  | 12,76     |
| 6     | Valeria Quispe    | BOL  | 12,56     |

12. Juni

### Kugelstoßen
| Platz | Athletin         | Land | Weite (m) |
| ----- | ---------------- | ---- | --------- |
| 1     | Geisa Arcanjo    | BRA  | 17,76     |
| 2     | Natalia Duco     | CHI  | 17,56     |
| 3     | Ahymará Espinoza | VEN  | 17,25     |
| 4     | Sandra Lemos     | COL  | 17,01     |
| 5     | Ivana Gallardo   | CHI  | 16,62     |
| 6     | Ángela Rivas     | COL  | 16,24     |
| 7     | Grace Conley     | BOL  | 13,88     |
| 8     | Rosa Rodríguez   | VEN  | 13,66     |

14. Juni

### Diskuswurf
| Platz | Athletin           | Land | Weite (m) |
| ----- | ------------------ | ---- | --------- |
| 1     | Andressa de Morais | BRA  | 61,15     |
| 2     | Fernanda Martins   | BRA  | 58,22     |
| 3     | Rocío Comba        | ARG  | 57,15     |
| 4     | Karen Gallardo     | CHI  | 56,90     |
| 5     | Ivana Gallardo     | CHI  | 53,43     |
| 6     | Aixa Middleton     | PAN  | 50,70     |
| 7     | Elizabeth Álvarez  | VEN  | 48,82     |

13. Juni

### Hammerwurf
| Platz | Athletin            | Land | Weite (m) |
| ----- | ------------------- | ---- | --------- |
| 1     | Rosa Rodríguez      | VEN  | 71,66     |
| 2     | Johana Moreno       | COL  | 66,05     |
| 3     | Jennifer Dahlgren   | ARG  | 64,76     |
| 4     | Carla Michel        | BRA  | 63,24     |
| 5     | Valeria Chiliquinga | ECU  | 61,30     |
| 6     | Zuleima Mina        | ECU  | 59,52     |
| 7     | Marcela Solano      | CHI  | 59,06     |
| 8     | Eudelia Enríquez    | PER  | 55,11     |

13. Juni

### Speerwurf
| Platz | Athletin         | Land | Weite (m) |
| ----- | ---------------- | ---- | --------- |
| 1     | Jucilene de Lima | BRA  | 60,16     |
| 2     | Flor Ruíz        | COL  | 59,86     |
| 3     | María Paz Ríos   | CHI  | 51,12     |
| 4     | Laura Paredes    | PAR  | 50,80     |
| 5     | Estefany Chacón  | VEN  | 50,32     |
| 6     | Denisse Vargas   | ECU  | 48,04     |
| 7     | Nadia Requeña    | PER  | 46,56     |

14. Juni

### Siebenkampf
| Platz | Athletin                   | Land | Punkte |
| ----- | -------------------------- | ---- | ------ |
| 1     | Evelis Aguilar             | COL  | 5902   |
| 2     | Guillercy Gonzales         | VEN  | 5444   |
| 3     | Giovana Aparecida Cavaleti | BRA  | 5426   |
| 4     | Agustina Zerboni           | ARG  | 5395   |
| 5     | Ana Camila Pirelli         | PAR  | 5363   |
| 6     | Javiera Brahm              | CHI  | 4748   |
| 7     | Weinie Castillo            | ECU  | 4590   |
| 8     | Ana Laura Leite            | URU  | 4411   |

13./14. Juni

## Medaillenspiegel
| Medaillenspiegel | Medaillenspiegel | Medaillenspiegel | Medaillenspiegel | Medaillenspiegel | Medaillenspiegel |
| Platz            | Land             | Gold             | Silber           | Bronze           | Gesamt           |
| ---------------- | ---------------- | ---------------- | ---------------- | ---------------- | ---------------- |
| 01               | Brasilien        | 11               | 15               | 8                | 34               |
| 02               | Kolumbien        | 9                | 6                | 7                | 22               |
| 03               | Venezuela        | 8                | 8                | 6                | 22               |
| 04               | Ecuador          | 4                | 2                | 4                | 10               |
| 05               | Uruguay          | 4                | 0                | 1                | 5                |
| 06               | Peru             | 3                | 2                | 5                | 10               |
| 07               | Chile            | 2                | 6                | 4                | 12               |
| 08               | Argentinien      | 2                | 5                | 5                | 12               |
| 09               | Panama           | 1                | 0                | 2                | 3                |
| 10               | Bolivien         | 0                | 0                | 1                | 1                |
| 10               | Suriname         | 0                | 0                | 1                | 1                |
| Gesamt           | Gesamt           | 44               | 44               | 44               | 132              |